# Argentine aux Jeux olympiques d'été de 1928
L'équipe olympique argentine participe aux Jeux olympiques d'été de 1928 à Amsterdam. Elle y remporte sept médailles : trois en or, trois en argent et une en bronze, se situant à la douzième place des nations au tableau des médailles. Le boxeur Héctor Méndez est le porte-drapeau d'une délégation argentine exclusivement masculine comptant 81 sportifs. C'est principalement en Boxe que les Argentins récoltent l’essentiel de leurs médailles. En l’occurrence deux en or et deux en argent. En outre, l'équipe de Football sud-américaine revient d’Amsterdam avec un titre de vice-championne olympique.

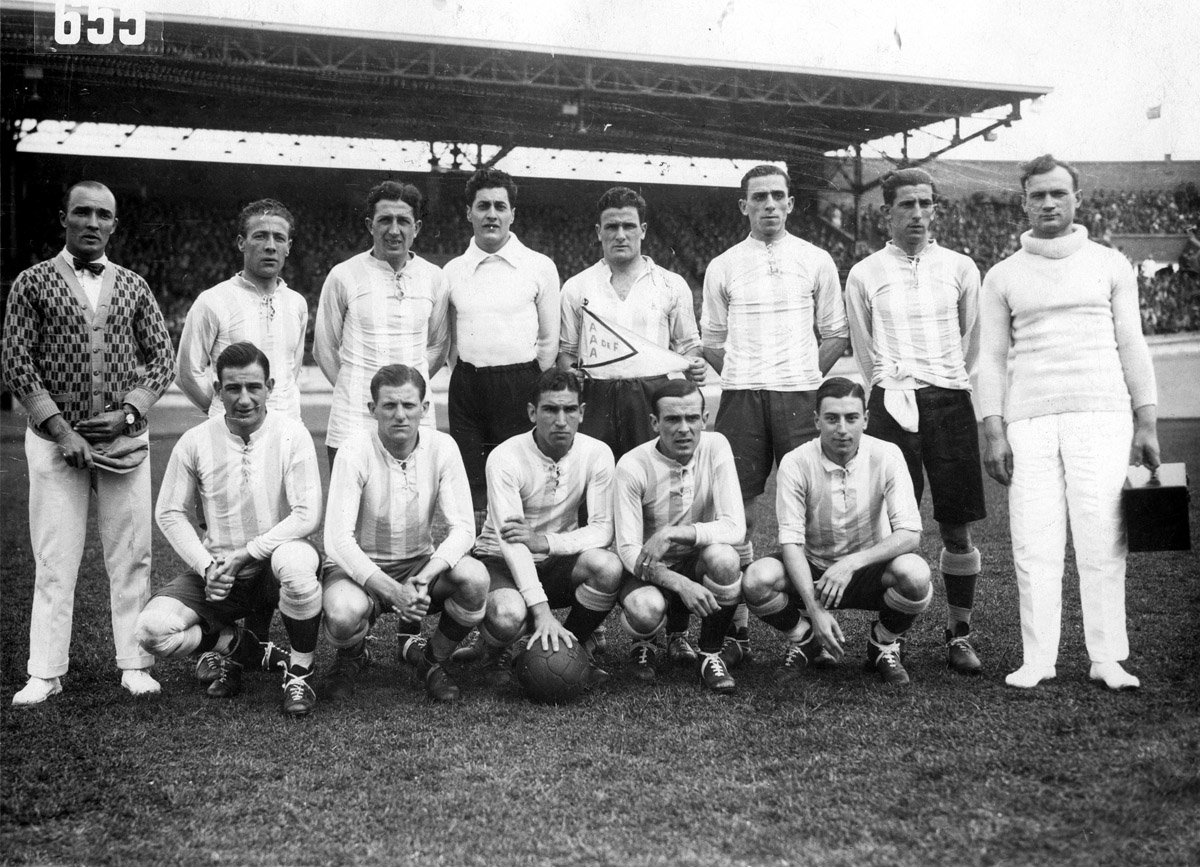
L'équipe de football argentine vice-championne olympique.

## Les médaillés argentins
| Médaille                            | Nom | Sport    | Compétition                  |
| ----------------------------------- | --- | -------- | ---------------------------- |
| Médaille d'or, Jeux olympiques      | Victor Avendano | Boxe     | Poids mi-lourds (-79,4 kg)   |
| Médaille d'or, Jeux olympiques      | Arturo Rodriguez | Boxe     | Poids lourds (+79,4 kg)      |
| Médaille d'or, Jeux olympiques      | Alberto Zorrilla | Natation | 400 m nage libre             |
| Médaille d'argent, Jeux olympiques  | Raul Landini | Boxe     | Poids welters (-66,7 kg)     |
| Médaille d'argent, Jeux olympiques  | Víctor Peralta | Boxe     | Poids plumes (-57,2 kg)      |
| Médaille d'argent, Jeux olympiques  | Ludovico Bidoglio, Angel Bossio, Saul Calandra Alfredo Carricaberry, Roberto Cherro, Octavio Diaz Juan Evaristo, Manuel Ferreira, Enrique Gainzarain Alfredo Helman, Segundo Luna, Ángel Médici Luis Monti, Pedro Ochoa, Rodolfo Orlandini Raimundo Orsi, Fernando Paternoster, Feliciano Perducca, Natalio Perinetti, Domingo Tarasconi Luis Weihmuller, Adolfo Zumelzú | Football |                              |
| Médaille de bronze, Jeux olympiques | Roberto Larraz, Raul Anganuzzi Luis Lucchetti, Héctor Lucchetti, Carmelo Camet | Escrime  | Fleuret masculin par équipes |